# The Roundup: Punishment
The Roundup: Punishment (coreà 범죄도시4 Ciutat del Crim 4) és una pel·lícula d'acció criminal de Corea del Sud de 2024 dirigida per Heo Myung-haeng i protagonitzada per Ma Dong-seok, Kim Mu-yeol, Park Ji-hwan I Lee Dong-hwi. És la quarta entrega de la sèrie The Roundup. La pel·lícula es basa en el cas d'assassinat de Pattaya de novembre de 2015 a Tailàndia en què sud-coreans a Tailàndia van segrestar, empresonar i explotar programadors informàtics per operar un lloc d'apostes il·legals. S'ha subtitulat al català.
The Roundup: Punishment va aparèixer a la secció 'Berlinale Special Gala' al 74è Festival Internacional de Cinema de Berlín i es va projectar el 23 de febrer de 2024. Es va estrenar a les sales el 24 d'abril de 2024, en formats de projecció IMAX i 4DX. Va rebre ressenyes positives de la crítica i va recaptar 80,4 milions de dòlars a tot el món, convertint-se en la segona pel·lícula coreana més taquillera del 2024 i la vuitena pel·lícula coreana més taquillera de tots els temps.

## Argument
A les Filipines, Baek Chang-gi, un antic membre de les Forces Especials de Corea i actual cap d'una organització d’apostes en línia, mata el seu treballador Jo Sung-jae mentre intenta escapar. Chang Dong-cheol, l'administrador del casino, promet augmentar la quota de Baek a canvi de tancar un casino rival i fer-se càrrec dels seus clients. Baek organitza una violenta incursió al servidor del rival i pren les dades dels membres, però Chang no compleix la seva promesa. Baek torna volant a Corea del Sud per enfrontar-se a Chang.
Mentrestant, el Detectiu Ma Seok-do investiga un possible cas de blanqueig de diners en línia comès per Jo, però s'assabenta de la mort horrible de Jo. El cos de Jo és enviat de tornada a Corea del Sud, on Ma estudia l'informe de l'autòpsia i s'adona que el cas podria tenir implicacions molt més profundes. La mare  de Jo demana a la Ma que faci justícia per al seu fill i es treu la vida, cosa que fa que Ma estigui decidit a capturar els culpables. Ma s'uneix a l’equip d'investigació cibernètic de l'agència. Tracen l'historial laboral d'en Jo i la còpia de seguretat de dades al núvol fins a un conjunt de blanqueig de diners, on detenen el gerent, Choi Yu-seong. Ma descobreix que estan tractant amb una xarxa de jocs d'atzar en línia, així que s'acosta a Jang Yi-soo per demanar ajuda, ja que abans s'havia aventurat a la indústria.
Jang revela que el seu establiment va ser assaltat pel Casino de l'Emperador, que pretén monopolitzar la indústria dels jocs d'atzar en línia. Baek es reuneix amb Chang a la seva vila aïllada, que revela que està treballant en un esquema de criptomoneda sota el nom de QM Holdings, amb el president Kwon com a cara pública, i està pressionant per registrar-lo a l'intercanvi. Chang li diu a Baek que acompanyi en Ko per subornar el representant de l'intercanvi. Impacient, Baek mata Ko i amenaça el representant perquè accepti el suborn. Baek també assassina Choi per evitar que es converteixi en un testimoni contra ell. Preocupat per les accions de Baek, Chang ordena a Kwon que l'elimini.
Ma intenta bloquejar l'esdeveniment d'obertura de criptomoneda de Chang per investigar el possible vincle entre QM Holdings i l'Emperor's Casino, però Baek i els seus homes l'embosquen. Ma aconsegueix sotmetre un dels atacants, però Baek escapa i fereix un civil. Furiós per la manca de progrés, el cap de policia dissol l'equip de Ma. Tanmateix, Ma demana al comissari de l'agència de policia que continuï amb la investigació. Amb l'aprovació del comissari de l'agència de policia i el coneixement de Jang, l'equip llança una operació de casino falsa per atreure els que estan darrere de l'Emperor's Casino perquè els assaltin.
En conjunció amb la Policia Nacional de Filipines, s'apodera del servidor de l’Emperor's Casino i rastreja les dades fins a Corea, confirmant que QM Holdings és, efectivament, el front de l'Emperador's Casino. Després de derrotar els sicaris de Kwon, Baek conspira amb Kwon per obtenir la clau d'administració de Chang i mata aquest últim. Després d'enganyar i matar a Chang, Baek agafa les dades del servidor emmagatzemades a la vil·la per restablir la xarxa a l'estranger, mentre que deixa la resta per a Kwon. La policia assalta la vila abans que Kwon acabi de recollir els diners. Ma s'enfronta personalment a Baek i es produeix una baralla brutal; Ma derrota Baek i l'arresta. Jang és arrestat per fer-se passar per un policia després de fer gala de la seva insígnia falsa que li havia donat Ma.

## Repartiment
- Ma Dong-seok com a Ma Seok-do, tinent de l'equip d'investigació de l'Agència de la Policia Metropolitana de Seül.
- Kim Mu-yeol com a Baek Chang-ki, antic Forces Especials de Corea i actual cap d'una organització de jocs d'atzar en línia.
- Park Ji-hwan com a Jang Yi-soo (xinès: 張夷帥, Zhang Yishuai), president d'una sala de jocs.
- Lee Dong-hwi com a Chang Dong-cheol, un geni informàtic i jove CEO de la indústria de les monedes.
- Lee Beom-soo com a Jang Tae-soo, capità de l'equip d'investigació de l'Agència de la Policia Metropolitana de Seül.
- Kim Min-jae com a Kim Man-jae, un detectiu de l'equip d'investigació de l'Agència de Policia Metropolitana de Seül i mà dreta dependent de Seok-do.
- Lee Ji-hoon com a Yang Jong-su, un sergent detectiu de l'equip d'investigació de l'Agència de la Policia Metropolitana de Seül.
- Kim Do-geon com a Jung David, un detectiu novell de l'equip d'investigació de l'Agència de la Policia Metropolitana de Seül.
- Lee Joo-bin com a Han Ji-soo, un detectiu de l'equip d'investigació cibernètica de l'Agència de la Policia Metropolitana de Seül.
- Kim Shin-bi com a Kang Nam-soo, un detectiu de l'equip d'investigació cibernètica de l'Agència de la Policia Metropolitana de Seül.
- Kim Ji-hoon com a Cho Ji-hoon, un antic de les forces especials coreanes i subordinat de Baek Chang-gi, director de l'organització de jocs d'atzar en línia. És l'antagonista secundari de la pel·lícula.
- Ahn Sung-bong com Jason, un antic forces especials coreanes, subordinat de Chang-gi i membre de l'organització de jocs d'atzar en línia.
- Ryu Ji-hoon com a gerent Lee, un gerent de l'organització d'apostes en línia de les Filipines.
- Bae Jae-won com a Choi Yu-seong, membre de l'organització de jocs d'atzar en línia i responsable del blanqueig de diners. Va ser assassinat per Chang-ki.
- Hyun Bong-sik com a president Kwon
- Kim Myung-ki com a representant Ko Jae-hyuk. Va ser assassinat per Chang-ki.
- Kim Young-woong com a home del president Cheon
- Kwak Ja-hyung com a president Cheon
- Lee Sang-jin com a repartidor de drogues
- Baek Seung-hwan com a Jo Sung-jae, el subordinat de Dong-cheol i un treballador que va ser assassinat per Chang-ki.
- Im Seo-ah com la núvia de Yi-soo 1
- Komleva Zoia com la núvia de Yi-soo 2
- Lee Han-sol com a subordinat 1 de Yi-soo
- Hong Sang-woo com a subordinat de Yi-soo 2
- Kim Ho-jun com a home de negocis del casino[13]
- Nico Antonio com a agent de la Policia Nacional de Filipines. Va ser assassinat per Chang-ki.
- Celeste Jomer com a majorista de casinos que s'ocupa de Yi-Soo parlant en tagalo.
- Kwon Il-yong com a comissari de l'Agència de Policia Metropolitana de Seül
- Park Bo-kyung com a patòleg
- Bae Hae-sun com la mare de Sung-jae

## Producció
L'agost de 2022, es va informar que Kim Mu-yeol i Lee Dong-hwi es van unir al repartiment de la pel·lícula com a vilans. Al setembre del mateix any Lee Beom-soo i Kim Min-jae van confirmar en entrevistes separades durant el rodatge de The Roundup: No Way Out que apareixeran a la propera pel·lícula de la sèrie.
El repartiment de la pel·lícula es va confirmar el 18 de novembre de 2022 i el mateix dia que va començar la fotografia principal.El febrer de 2023, es va informar que el 19 de febrer començaria el rodatge a les Filipines.
Heo Myung-haeng, el director d'arts marcials de les tres primeres pel·lícules, va ser escollit per dirigir la quarta part, el director Lee Sang-yong havia de dirigir la tercera i la quarta pel·lícules simultàniament, però això no va arribar a bon port a causa de les limitacions de producció.

## Llançament
La pel·lícula va llançar la seva prevenda el maig de 2023 al Marché du Film celebrat conjuntament amb el 76è Festival Internacional de Cinema de Canes de. Va ser venuda als Estats Units, a Àsia i a Europa.
La pel·lícula va ser acceptada al 74è Festival Internacional de Cinema de Berlín, on es va estrenar mundialment el 23 de febrer de 2024.
La pel·lícula es va vendre prèviament a 164 països del món. S'estrenarà el maig de 2024 a Austràlia, Nova Zelanda, Taiwan, Mongòlia, Hong Kong, Singapur, Malàisia, Brunei, Amèrica del Nord, el Regne Unit, Cambodja i Tailàndia.
Després de la seva estrena mundial, es va estrenar en cinemes a Corea del Sud el 24 d'abril de 2024, en formats IMAX i 4DX.
La pel·lícula es va projectar a 'Projeccions de Mitjanit' al 58è Festival Internacional de Cinema de Karlovy Vary el 28 de juny de 2024.
La pel·lícula es va presentar a 'Prime Picks' al 23è Festival de Cinema Asiàtic de Nova York el 27 de juliol de 2024.
La pel·lícula es va projectar al 28è FanTasia el 31 de juliol de 2024..

## Banda sonora
Tota la composició i l'arranjament és de Yoon Il-sang i la lletra de Lee Seung-ho.
| 1.  | «The Beginning»                 |  | 2:40 |
| 2.  | «Hiding Drugs»                  |  | 1:03 |
| 3.  | «Homicide Detective»            |  | 0:50 |
| 4.  | «Surprise Attack»               |  | 1:49 |
| 5.  | «Workplace»                     |  | 1:36 |
| 6.  | «Shut It Down»                  |  | 4:17 |
| 7.  | «Keep Your Promise»             |  | 0:49 |
| 8.  | «Restart»                       |  | 0:50 |
| 9.  | «Operation Begins»              |  | 1:20 |
| 10. | «Small Fries»                   |  | 2:01 |
| 11. | «Dividend»                      |  | 2:03 |
| 12. | «Mr. Jang»                      |  | 0:46 |
| 13. | «Jang's Plan»                   |  | 1:59 |
| 14. | «Believe Jang»                  |  | 1:39 |
| 15. | «He's crazy»                    |  | 1:00 |
| 16. | «Fugitive»                      |  | 1:01 |
| 17. | «Easy Kill»                     |  | 1:04 |
| 18. | «Evidence from Death»           |  | 0:58 |
| 19. | «Bad News»                      |  | 1:05 |
| 20. | «Round One»                     |  | 3:19 |
| 21. | «Attack the Devil»              |  | 3:10 |
| 22. | «Operation Instructions»        |  | 4:18 |
| 23. | «To the Philippines»            |  | 1:22 |
| 24. | «Jang Dong-Chul's End»          |  | 3:05 |
| 25. | «It's Time to Move Out»         |  | 2:54 |
| 26. | «Police Rally»                  |  | 1:54 |
| 27. | «Good Will Win»                 |  | 4:50 |
| 28. | «Final Punishment»              |  | 4:34 |
| 29. | «City Cleaner»                  |  | 3:12 |
| 30. | «Rough Life feat. Park Ji-hwan» |  | 3:18 |

## Recepció

### Taquilla
La pel·lícula es va estrenar el 24 d'abril de 2024 a 2.930 pantalles. El dia de l'estrena, la pel·lícula va acabar en primer lloc a la taquilla de Corea del Sud amb 821.631 entrades i un import brut de 4.911.392 dòlars, trencant l'estrena més alta d'una pel·lícula estrenada el 2024 a Corea del Sud, superant a més l'obertura de The Roundup (2022) de 467.525 persones i The Roundup: No Way Out (2023) de 740.847 persones, establint així un nou rècord per a l'estrena més alta de la història de The Roundup . També es troba entre les 4 estrenes principals de les pel·lícules coreanes de tots els temps. La pel·lícula va encapçalar la taquilla del cap de setmana de Corea del Sud el cap de setmana d'obertura, amb 20.858.786 dòlars i 2.918.560 entrades. Va mantenir la seva posició de número a la taquilla de Corea del Sud durant quatre caps de setmana consecutius del 28 d'abril al 19 de maig de 2024.
El 27 d'abril, el quart dia de la seva estrena, la pel·lícula va superar els 2 milions d'entrades, i l'endemà, el 28 d'abril, va superar els 4 milions d'espectadors. El 26 de maig, dins dels 33 dies posteriors al seu llançament, va registrar 11 milions d'espectadors.
El 19 de juliolde 2024 la pel·lícula havia recaptat 79.337.169 dòlars estatunidencs de 11.500.775 entrades, la qual cosa la converteix en la segona pel·lícula més taquillera de les pel·lícules de Corea del Sud estrenades el 2024. La pel·lícula ha recaptat 83.539.202 dòlars a tot el món segons Box Office Mojo.

### Resposta crítica
Al lloc web de l'agregador de ressenyes Rotten Tomatoes, la pel·lícula té una puntuació d'aprovació del 91% basada en 22 ressenyes, amb una puntuació mitjana de 7/10.
Clarence Tsui de South China Morning Post va valorar la pel·lícula amb un 3/5 i va elogiar l'escriptura dels efectes de so: "La història senzilla està reforçada per efectes de so brillants, l'entranyable analfabetisme tecnològic de Ma i l'actuació de Park Ji-hwan com el seu company."
Wendy Ide, fent una ressenya de la pel·lícula a la Berlinale, va escriure a ScreenDaily: "Don Lee té un gran impacte a la quarta instal·lació de la popular sèrie de comèdia d'acció coreana".
Stephanie Bunbury, en la seva ressenya a la Berlinale per a Deadline, va dir: "The Roundup: Punishment no fa cap exigència intel·lectual a la seva audiència, ja que no és per això". Per concloure la seva ressenya, va escriure: "En un gènere on el desconcert constant sobre els detalls de la trama és la norma, aquesta sèrie destaca per ser acuradament elaborada i divertida, òbviament".
Escrivint per RogerEbert.com, Robert Daniels va dir, "Punishment” és una edició ... que pràcticament ofereix totes les bufetades de mà oberta, cops de puny i genolls voladors al cap que desitgis."
Jessica Kiang a Variety va donar una crítica positiva i va elogiar el director Heo Myung-haeng, dient "Heo Myeong-haeng demostra ser un director d'acció molt eficient"; el director de fotografia Lee Sung-je, expressant: "Lee Sung-je té un instint infal·lible per col·locar la càmera on millor pugui explotar el contrast entre la velocitat dels moviments de Lee i l'estoïcisme resignat de la seva expressió"; i el dissenyador de so Gong Tae-won, afirmant: "Però si hi ha un artesà destacat per sota de la línia probablement sigui Gong Tae-won, que maneja el foley consistentment satisfent els cops de soroll". Kiang va opinar: "[la pel·lícula] veu el detectiu Ma de Don Lee trobar un nou grup de dolents per colpejar i és bàsicament perfecte, sense notes."
Niklas Michels, en la seva ressenya relacionada amb la Berlinale per a la revista alemanya Arthaus Kino-Zeit, va escriure que The Roundup: Punishment és una pel·lícula per al cinema en què els vilans són simplement malvats sense ser una perversió d'heroi. Va establir paral·lelismes amb la franquícia John Wick, en la qual va emfatitzar que encara que les pel·lícules podien mantenir-se al dia en termes d'acció, John Wick era una història molt més subversiva. A The Roundup, la dramatúrgia només es va situar en l'emoció de la batalla final. Va elogiar la pel·lícula pel seu ofici, però va afegir que la sèrie estava fent aigües.
Darcy Paquet escrivint al lloc web de la Korean Film Organization va dir: "El director Heo ho equilibra perfectament, oferint la que pot ser la pel·lícula Roundup més dinàmica i entretinguda fins ara."